# Scapania plagiochiloides
Scapania plagiochiloides là một loài rêu trong họ Scapaniaceae. Loài này được Horik. mô tả khoa học đầu tiên năm 1932.